# Sundtjärnen (Anundsjö socken, Ångermanland)
Sundtjärnen är en sjö i Örnsköldsviks kommun i Ångermanland och ingår i Ångermanälvens huvudavrinningsområde.